# Bob Thomas
Bob Thomas (ur. 5 kwietnia 1922 w San Diego, zm. 14 marca 2014 w Encino w stanie Kalifornia) – amerykański pisarz.

## Życiorys
Bob Thomas urodził się 5 kwietnia 1922 roku. W 1944 roku dołączył do AP. Napisał wiele książek, w tym w 1969 roku biografię producenta Irvinga G. Thalberga. Posiada swoją gwiazdę na Hollywoodzkiej Alei Gwiazd.